# Palais des droits de l'homme

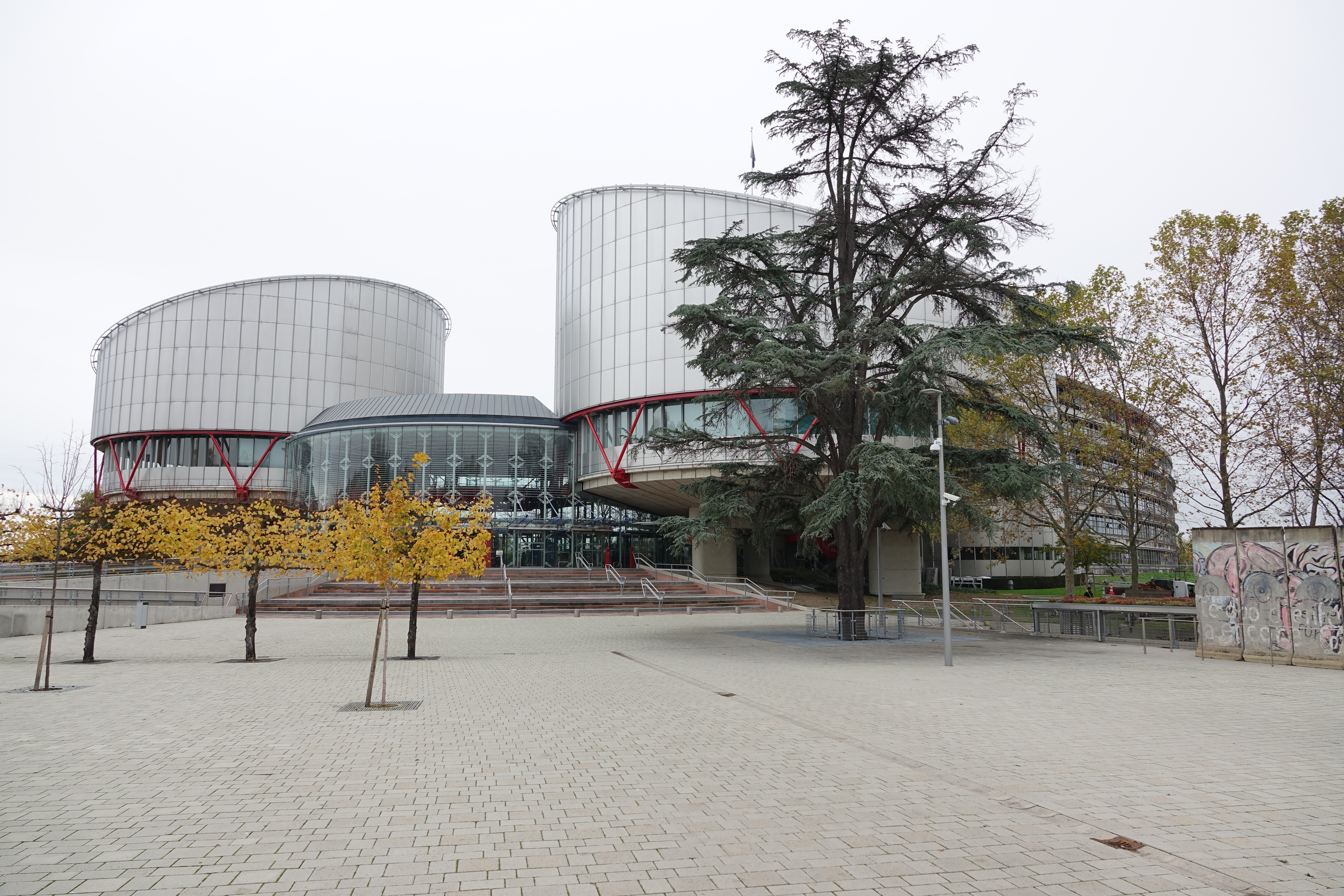
Cour européenne des droits de l'homme à Strasbourg.

Le Palais des droits de l'homme est un édifice inauguré en 1995 à Strasbourg en France, conçu par l'architecte britannique Richard Rogers pour accueillir la Cour européenne des droits de l'homme.

## Présentation

### Architecture
Inauguré en 1995, son ampleur et son design (qui contrastent avec l'ancien bâtiment de 1965) témoignent du développement de la Cour européenne. 
L'architecte a imaginé la structure du bâtiment afin qu'il reflète non seulement les valeurs de la Justice , ainsi que sa contemporanéité.
- Les deux tours cylindriques disposées de part et d'autre de l'entrée évoquent la balance de la justice.
- Le hall, surplombé d'une imposante verrière, symbolise la transparence et l'accessibilité de la Cour à tous les citoyens.

L'objectif de l'architecte étant de réaliser un bâtiment aux lignes contemporaines et symboliques, liant architecturalement le droit au principe de transparence.

### Localisation
Le bâtiment se trouve dans le « quartier européen » de Strasbourg, à environ deux kilomètres au nord-est de la Grande Île, le centre historique de Strasbourg. Il est situé allée des Droits de l'Homme, où il fait face au Palais de l'Europe, de l'autre côté de l'Ill.